# 만삭 의사 부인 사망 사건
만삭 의사 부인 사망 사건(滿朔醫師婦人死亡事件)은 2011년 1월 14일 서울특별시 마포구 도화동에서 발생한 사건이다.
2011년 9월 15일, 1심을 맡은 서울서부지법 형사12부(한병의 부장판사)는 만삭의 아내를 살해한 혐의(살인)를 적용해, 남편 백모씨(31세, 의사, 모대학병원 소아청소년과 전공의 4년차)에게 징역 20년을 선고했다. 이에 검찰 및 남편 백씨는 각각 항소하였고 항소를 맡은 서울고법 형사6부(재판장 이태종)는 23일 만삭(滿朔)의 부인을 목 졸라 살해한 혐의로 구속기소된 의사 백씨에게 1심과 같이 징역 20년을 선고했다(양측 모두 기각).
2심 재판부는 "백씨는 범행 직후 현장을 서둘러 떠난 뒤 일부러 전화를 받지 않는 등 범행을 은폐하려 했고, 지금까지도 변명을 계속하고 있다", "사안이 중대할 뿐만 아니라 죄질도 좋지 않다"고 밝혔다. 재판부는 "하지만 계획적인 범죄가 아니라 순간적으로 벌어진 일로 백씨가 초범인 점을 참작했다"고 말했다. 이태종 부장판사는 선고 말미에 "항소심에서 1심과 달라질 수 있는 사정은 오로지 피고인 본인이었다"며 "피고인이 잘못을 인정하고 장인·장모에게 진실로 용서를 받았다면 사정이 바뀔 여지가 있었을 것"이라고 말했다.
백씨는 항소심에서도 줄곧 "부인은 욕조에서 질식사한 것"이라며 무죄를 주장하였고 한국과 캐나다 법의학자가 증인으로 나서는 등 치열한 법정 공방을 벌였다. 그러나 재판부는 백씨가 집을 떠나기 전 임신한 부인이 아파트 내에서 살해되었음이 인정되며, 1차 전문의 시험을 본 당일 날 새벽까지 컴퓨터 게임을 한 백씨가 다른 수험생의 패턴과는 다르게 2차 시험을 보기 위한 준비를 한다고 평소와는 다르게 새벽에 아파트를 떠난 점, 그리고 도서관에서 부인의 결근한 사실을 안 점, 직장 및 친정에서 온 전화를 받지 않은 점 등 평소와는 다른 행동을 보였다는 점을 지적하며 1심 재판부와 같이 백씨에게 징역 20년을 선고했다.